# 3D-Kunstflug
Als 3D-Kunstflug werden im Modellkunstflug Flugfiguren und -zustände von Modellflugzeugen bezeichnet, die unter Strömungsabriss geflogen werden und damit die normale gerade Flugbahn verlassen. Das Gerät bewegt sich bei diesen Manövern scheinbar frei im dreidimensionalen Raum. Die Bezeichnung 3D-Kunstflug ist nur im Modellflug verbreitet. Im Kunstflug mit menschtragenden Flugzeugen wird der Begriff nicht verwendet.
3D-Manöver sind Flugbewegungen, bei denen
- der Flugzeugbug 45° nach oben zeigt,
- die Maschine senkrecht am Propeller hängt,
- die Maschine taumelnd Heck über Bug dreht.

Der 3D-Kunstflug ist eine Weiterentwicklung des Kunstflugs mit Modellflugzeugen, die über einen hohen Leistungsüberschuss verfügen. Das heißt, der Propellerschub ist größer als das Flugzeuggewicht.
Bekannte 3D-Kunstflug-Manöver:
- Torquen
- Elevator
- Harrier
- Waterfall
- Blender
- Hovern